# MechWarrior (videogioco 1993)
MechWarrior è un videogioco del tipo sparatutto in prima persona, pubblicato nel 1993 e realizzato per la console Super NES. Il gioco è basato sull'universo fittizio BattleTech (il primo per console) e fa riferimento all'omonima versione, per piattaforma PC, MechWarrior, uscita nel 1989, pur contenendo una differente sceneggiatura.
Il videogioco ha avuto un sequel nel 1994, BattleTech: A Game of Armored Combat, realizzato impiegando la prospettiva della visuale isometrica.
MechWarrior, sviluppato da Beam Software e pubblicato da Activision sia negli USA che in Europa, dispone di una colonna sonora di 15 brani, creata dal compositore australiano Marshall Parker.

## Trama
L'ambientazione generale è quella di BattleTech, dove l'umanità ha colonizzato una larga porzione di Via Lattea, poi suddivisa in Stati interstellari controllati da dinastie nobiliari guerrafondaie. In conseguenza di ciò, la galassia è divenuta teatro di ostilità interminabili. I mech detti BattleMech, macchine imponenti e avanzate, in genere antropomorfe, condotte da un'élite di piloti chiamati MechWarrior, divennero determinanti sui campi di battaglia. 
(Soliloquio di Herras Ragen, all'inizio del gioco.)

### Prologo
Il colonnello Joseph T. Ragen, è ufficiale in una forza d'élite dei Soli Confederati e la sua ultima missione era d'infiltrarsi ed annientare il gruppo mercenario chiamato Dark Wing. Tuttavia, l'unità ne scopre la vera identità e la notte del 12 gennaio 3017, per rappresaglia, attacca la dimora del colonnello sul pianeta Redondo, uccidendo lui e quasi interamente la sua famiglia. Solo il figlio dodicenne di Ragen, Herras, sopravvive e rimasto orfano, giura vendetta.
Prima di mettere in atto tale missione di morte, i membri del Dark Wing strinsero fra di loro un patto: una volta ucciso Ragen, sarebbero rimasti nascosti per un periodo di 10 anni, per riprendere, solo in seguito, la loro attività.
Il 4 gennaio del 3027, i Dark Wing vengono ufficialmente dichiarati fuorilegge e chiunque abbia informazioni su di loro,  viene invitato a comunicarlo quanto prima. All'età di 22 anni, Herras Ragen parte da Redondo come mercenario, con intenti di rivalsa.

### La storia
Herras Ragen sui pianeti Zhada, Solaris, Quilon e Dalview, porta a termine alcune missioni, a bordo del proprio BattleMech, che lo conducono sul mondo Galatea, ubicazione del "Club Zero-Zero" (così chiamato, in quanto edificato a latitudine e longitudine zero del pianeta), nel quale poter ottenere informazioni per identificare prima e rintracciare poi, i membri del cartello mercenario dei Dark Wing.
Al Club, Herras fa la conoscenza di Cearle Jamist, proprietario e barista del locale. Egli, suggerisce a Ragen (in cerca di lavoro) d'accettare contratti per missioni sui pianeti Galeton e Zacapa. Eseguiti gli incarichi, Herras torna al Club e il barista lo mette a conoscenza di "olovideo" (dispositivi olografici di registrazione audio-video) che di sovente vengono "abbandonati" al Club, dai rispettivi proprietari e dai quali è possibile ricavare opportunità d'impiego: in effetti, uno di questi congegni, mostra come un mercenario di nome Lana Mann, abbia a che fare con i Dark Wing. Herras parte, con destinazione il pianeta Kagran, sulle tracce della Mann, la quale, si rivela essere, al contrario, un agente dei servizi segreti della Casata nobiliare Davion.
Tornato su Galatea, al Club Zero-Zero il cyborg Roden Wull (informatore di Ragen), gli ha indirizzato un olovideo, ove vi si afferma che un membro dei Dark Wing starebbe affrontando una missione ricognitiva su Zhada, al fine di pianificare un'incursione. Sempre al Club, un altro mercenario, tale Meece Yerta, fa la conoscenza di Ragen (e in seguito offrirà allo stesso, incarichi rimunerativi). Herras, attraverso il media "NewsNet", viene messo al corrente del fatto che i Dark Wing sono coinvolti in un'insurrezione sui pianeti Quilon e Puxi. Su entrambi, Herras porta a termine missioni sotto contratto. Roden confida ad Herras che in base alle proprie informazioni, potrebbe esserci un legame tra un uomo di nome Wolf Glupper e i Dark Wing. Proprio riguardo a Glupper, in un olovideo si sostiene che un tale di nome Yerg Gantor, intende vendicarsi di lui, per essere stato truffato. Intanto Lana, in un rapporto informa i propri superiori d'una situazione d'emergenza occorsa sul pianeta Solaris: svelata l'esistenza d'una spia in una postazione d'intelligence, essa ha reagito imbottendo il posto di ordigni esplosivi. È necessario disarmarne il detonatore a distanza ed Herras, si risolve ad intervenire.
Compiuta la missione su Solaris, Ragen apprende che un agente governativo, il cui nome è Vermin Minter (la quale lavora per la Casata Marik), si sta adoperando per rintracciare Wolf Glupper. Interloquendo con Larman Sholest, un mercenario veterano, Ragen viene a sapere che Wolf sta atterrando sulla superficie ghiacciata di Zacapa. Herras lo raggiunge, lo affronta in battaglia e lo uccide. Wolf Glupper, era in effetti, un componente dei Dark Wing.
Roden Wull, mostra ad Herras un taccuino di cui è entrato in possesso: è illeggibile, ma contiene annotazioni siglate con le iniziali "Z.S." e "D.S.", accompagnate dalle parole: "Membri dei D.W.". Vermin Minter ha lasciato un olovideo per Herras in cui dichiara d'aver mandato i suoi uomini a rintracciare un certo Zach Slasher, il quale, sta tentando di lanciare un assalto planetario su Escalon o Dalview; Vermin afferma inoltre, che il vertice dei Dark Wing è composto da quattro membri. Alla NewsNet, è possibile leggere di come la Casata dei Davion abbia posto Zach Slasher sulla "Lista dei criminali più ricercati", per via dei suoi presunti legami con i mercenari fuorilegge. Interpellato, Roden Wull conferma che Zach è uno dei vertici dei Dark Wing; Roden aggiunge d'aver corrotto alcuni mercenari, i quali gli hanno riportato di come qualcuno stia cercando d'ingaggiarli per una sommossa su Galeton, dove, su un'isola (con una conformazione a pipistrello) è presente anche Zach Slasher. Ragen Herras intraprende il viaggio per Galeton. Lì, ha uno scontro con Slasher e lo uccide.
Al Club Zero-Zero, Cearle consiglia Ragen di stare in guardia: alcuni soldati mercenari si sono fortemente irritati a causa della morte di Slasher, avvenuta per mano di Herras. Intanto, Roden ha scoperto a chi potrebbero corrispondere le iniziali "D.S.": si tratterebbe di un certo Duff Skully.
Successivamente, su Zhada, Ragen è costretto, suo malgrado, ad affrontare Yerg Gantor, il quale, ansioso di ucciderlo, ha preparato per lui un'imboscata; Herras, abbatte il suo mech e Yerg fugge. Ragen, apprende in seguito da NewsNet, che la Casata Davion sta predisponendo un assedio su Rostov, dove rapporti d'intelligence indicano che Duff Skully si trovi (Duff, violando una struttura di sicurezza, avrebbe trafugato documenti top secret, proprio ai Davion).
Al Club, Herras trova un rapporto di Lana indirizzato ai superiori, il quale fa riferimento all'ideazione di un complotto e vi si fa cenno ad un probabile coinvolgimento di Duff Skully. Lana afferma che Duff si trova sul pianeta lavico Cawdor. Lì, Herras gli toglie la vita in duello: è lui il terzo membro dei Dark Wing che va cercando. Dopo, Wolf Glupper, Zach Slasher e Duff Skully, resta da individuare il loro leader, lo sconosciuto comandante del cartello mercenario (ed ultimo membro d'alto profilo).
Yerg Gantor, colui che ha cercato la morte di Herras in un agguato, ha lasciato al Club un messaggio indirizzato a lui: vi si dice che lo stesso Yerg è rimasto impressionato dalle imprese di Herras e gli chiede d'accettare alcuni contratti per lui. In cambio, oltre a ricompensarlo adeguatamente in denaro, gli rivelerà l'attuale posizione del leader dei Dark Wing. La NewsNet informa che la Casata Davion sta impiegando tutte le risorse disponibili per sgominare i Dark Wing. Secondo Vermin, agenti dei servizi segreti hanno appreso che proprio quei mercenari fuorilegge, hanno organizzato su Zhada un attentato, disponendo ordigni esplosivi in una serie d'installazioni, mentre il detonatore è stato opportunamente occultato. Herras si reca su Zhada e sventa la minaccia terroristica.
Su Galatea, tramite olovideo Yerg informa Ragen che, nel rispetto dei patti, gli fornirà la segnalazione di cui necessita (in virtù del fatto che, nel frattempo, Herras ha compiuto alcune missioni per suo conto). Egli lo invita a raggiungerlo sul pianeta Jamison, ove organizzerà un incontro. L'agente Lana Mann, contatta Herras e gli confida che Yerg Gantor lo ha usato: egli è, in realtà, il capeggiatore dei mercenari Dark Wing.
Il 22 maggio del 3027, su Jamison, in un'arena designata per le battaglie fra mech, il figlio del colonnello Ragen affronta il rivale Gantor ed innescandone la deflagrazione del BattleMech, consuma definitivamente la propria vendetta.

## Modalità di gioco
Le missioni della campagna, variano dal presidio di una zona, al sedare una sommossa, dall'eseguire ricognizioni e scorte, al mettere in atto offensive, ecc. Complessivamente, le missioni sono oltre 50 (al di là di quelle opzionali), con percorsi che, in alcuni casi variano a seconda delle scelte intraprese dal giocatore. Le missioni offerte, vanno selezionate tramite accettazione di un contratto (presso l'area "G.H.Q.", ovvero General HeadQuarters), e il compenso finale (mediante il quale migliorare il proprio equipaggiamento) può essere negoziato.
La "Practice Mode" è una modalità di propedeutica alla campagna vera e propria, in cui è possibile testare movimenti e capacità di combattimento dei vari mech (scelti casualmente dal gioco), in una mappa che consta di un'isola a forma di C, sulla quale è necessario difendere (con un armamentario predefinito e non sostituibile) una base da ondate di BattleMech ostili.
Il gioco ha una componente di personalizzazione che ha per oggetto i mech: al giocatore, prima di ogni missione, viene data l'opportunità di riorganizzare (all'interno dell'area "Mech Coplex"), armatura, motore ed equipaggiamento, jet di salto e dissipatori di calore, effettuando anche riparazioni e compravendita di BattleMech e armi.

### BattleMech
In MechWarrior per SNES, alcuni dei mech presenti condividono fra loro il design (la serie "Nexus"), in altri casi, risulta essere il frutto di semplici variazioni di mech provenienti da altri giochi. Altri mech, sono invece completamente unici. Sono presenti otto mech, quattro della stazza Leggera, due appartenenti a quella Media, un mech Pesante e un mech della categoria di base Assalto. La corazza di ciascun mech, viene rappresentata suddivisa in varie parti (testa, torso, braccia e gambe), ciascuna in grado di tollerare un limitato numero di colpi (tutte le sezioni del torso e quella relativa alla testa sono state raggruppate in un'unica sezione).
In questo gioco, molti BattleMech sono stati inventati ad hoc e la stazza di quelli non inventati non corrispondono a quelle dei modelli ufficiali presenti nel media franchise BattleTech.
Le classi di armi impiegabili nel gioco appartengono alle categorie a energia, balistiche e missilistiche, con differenti tassi di surriscaldamento.

## Sviluppo
Rispetto alla versione per PC, MechWarrior per SNES si avvale di una grafica aggiornata, che impiega lo stato Mode 7 della console Nintendo (relativamente a porzioni di gioco), in sostituzione della tecnica flat shading, presente nella versione PC.